# Salzschmelze

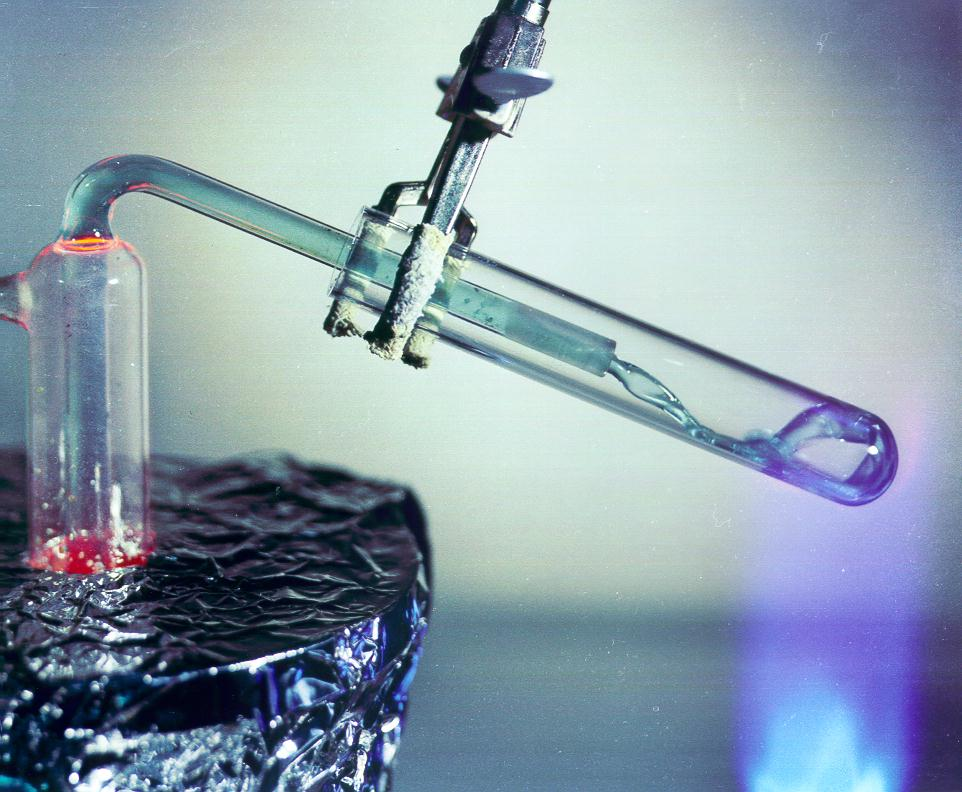
Geschmolzenes Salz (FLiBe, 2LiF-BeF_{2})

Eine Salzschmelze entsteht, wenn ein Salz über seinen Schmelzpunkt hinaus erhitzt wird.
Salzschmelzen umfassen eine Vielzahl von Flüssigkeiten. Sie sind im Alltag weitgehend unbekannt, in Wissenschaft und Technik, z. B. in der Fertigung, werden sie aber in vielen Prozessen eingesetzt. Klassische Salzschmelzen haben eine Temperatur von 150 °C bis 1300 °C.
Seit einiger Zeit werden auch niedrig schmelzende Salze (ionische Flüssigkeiten) in Salzschmelzen unter 80 °C eingesetzt, um organische Lösungsmittel zu ersetzen. Diese ionischen Flüssigkeiten haben aber in der Regel andere Eigenschaften als Salzschmelzen von klassischen Ionenverbindungen.

## Eigenschaften
| Material                      | Summenformel                     | Tm       |
| ----------------------------- | -------------------------------- | -------- |
| Lithiumchlorid                | LiCl                             | 610 °C   |
| Natriumchlorid                | NaCl                             | 801 °C   |
| Kaliumchlorid                 | KCl                              | 772 °C   |
| Natriumcarbonat               | Na2CO3                           | 851 °C   |
| Kaliumcarbonat                | K2CO3                            | 901 °C   |
| Nitratgemisch                 | 7 % NaNO3, 40 % NaNO2, 53 % KNO3 | 142 °C   |
| Natriumthiosulfat pentahydrat | Na2S2O3· 5H2O                    | 45–50 °C |

Viele Salzschmelzen sind über einen weiten Temperaturbereich stabil. Sie haben einen geringen Dampfdruck und eine niedrige Viskosität, was ihre Handhabung erleichtert. Salzschmelzen leiten den elektrischen Strom sehr gut, da in ihnen die Konzentration von Ladungsträgern sehr hoch ist.

## Anwendungen

### Als Wärmeüberträger und -speicher

#### Wärmebehandlung und Härtetechnik
Ein Anwendungsschwerpunkt von Salzschmelzen ist die Wärme- oder thermochemische Behandlung von Metallen. Aufgrund ihrer Temperaturgleichmäßigkeit sind sie häufig das Medium der Wahl bei Glüh- und Härteprozessen. Die Temperatur dieser Schmelzen kann in einem weiten Bereich gewählt werden. Dabei kann das Metall im Salzbad erhitzt oder abgekühlt werden. Hauptsächlich werden Schmelzsalze wie Cyansalz verwendet.

#### Wärmespeicher
In der Solartechnik wird die Kristallisationsenergie von Thiosulfaten genutzt, um Wärme zu speichern. Mittels Wasser, das in einem Sonnenkollektor auf dem Dach erhitzt wurde, wird das Salz aufgeschmolzen. Später kann die bei der Rekristallisation wieder freiwerdende Energie zum Erwärmen des Brauchwassers genutzt werden.

#### Wärmeübertragung
Flüssige Salze werden auch benutzt, um bei Temperaturen deutlich über 100 °C Wärme zu transportieren. Dabei braucht das Röhrensystem nicht unter Druck zu stehen, wie bei Wasserdampf. Ihr Anwendungsbereich liegt zwischen Wasser auf der einen Seite und (thermischen) Ölen und flüssigen Metallen auf der anderen. Verwendet werden beispielsweise Gemische aus Alkalinitrit und -nitrat, deren Schmelzpunkt bei ca. 140 °C liegt.
So etwa wird das Salzbad bei der Vulkanisierung (Salzbadvulkanisierung) eingesetzt. Bei ihr wird das Gummiprofil aus der Presse direkt in das geschmolzene Salz gepresst. So werden Fensterdichtungen, Wischerblätter und Antriebsriemen mit glatten, dichten Oberflächen hergestellt. Hierbei arbeitet man mit geschmolzenen Alkalinitraten und Nitriten oder mit geschmolzenen Nitraten bei Temperaturen zwischen 240 °C und 280 °C.

### Reinigung
Salzschmelzen eignen sich auch für schwierig auszuführende Reinigungen (thermochemische Bauteilreinigung). Sie werden oft in der Massenfertigung eingesetzt, um vorwiegend metallische Teile von Ölen, Fetten, Lackierungen, Beschichtungen, Oxiden, Wachsen, Gläsern, Kunststoffen oder Formsand, zu reinigen. So werden etwa bei Gasturbinenschaufeln Ablagerungen vom Betrieb mit Hilfe von Salzschmelzen entfernt.

### Flussmittel beim Schweißen oder Löten
Beim Hartlöten werden Salze eingesetzt, damit das flüssige Metall sich besser verteilt.

### Als Elektrolyt

#### Bei der Metallgewinnung
Einige Metalle werden aus der Salzschmelze mittels Schmelzflusselektrolyse gewonnen.
In diesem Fall wird das Metalloxid oder Salz in der Schmelze gelöst und mit Hilfe von Strom zerlegt. Das geschmolzene Salz hält das Metall flüssig und verhindert die sofortige Oxidation des geschmolzenen Metalls, da es in der Schmelze absinkt.
Beispiele sind die Magnesium- und Aluminiumherstellung.

#### In Brennstoffzellen
In Schmelzkarbonatbrennstoffzellen (MCFC) bildet eine Salzschmelze von 580 bis 660 °C den Elektrolyten. Verwendet werden etwa Alkalikarbonate (Li2CO3/K2CO3).

### In der analytischen Chemie

#### Vorproben
Manche Schwermetallsalze geben in einer Phosphat- oder Boratschmelze (Phosphorsalzperle, Boraxperle) charakteristische Färbungen. Das kann als Vorprobe bei der Analyse genutzt werden.

#### Aufschlüsse
Durch geeignete Salzschmelzen, den Aufschluss, können Verbindungen, die in wässrigen Lösungen einschließlich starker Säuren oder Laugen unlöslich sind, in lösliche Substanzen überführt werden.

### In Kernreaktoren
Beim Flüssigsalzreaktor kommt eine Salzschmelze zum Einsatz. Im weiteren Sinne können alle Reaktoren, bei denen mit Salzschmelze gekühlt wird, als Flüssigsalzreaktor bezeichnet werden, meist wird der Begriff jedoch im engeren Sinne verwendet, wobei der Brennstoff (Uran, Thorium, Plutonium oder eine Mischung dieser Elemente bzw. ihrer Verbindungen) in gelöster Form im Kühlmittel vorliegt. Im Gegensatz zu anderen Kernreaktoren, bei denen der Brennstoff in Hüllrohren (üblicherweise aus Zircalloy) vorliegt und dabei nicht in direktem Kontakt mit dem Kühlmittel (zumeist Wasser, gelegentlich Gas oder flüssige Metalle) steht, sind beim Flüssigsalzreaktor Brennstoff und Kühlmittel dieselbe Substanz. Dies hat Vorteile, wie die Tatsache, dass die Kernschmelze kein ernsthafter Störfall, sondern der normale Betriebszustand ist. Auf der anderen Seite entsteht der Nachteil, dass gasförmige oder volatile Spaltprodukte nicht im Brennelement verbleiben, sondern laufend entfernt und gelagert werden müssen, bis sie wahlweise vollständig zerfallen sind, oder einer Nutzung als industrielles bzw. medizinisches Radionuklid zugeführt werden.
Üblicherweise wird eine Mischung namens FLiBe (Aussprache zumeist englisch und einsilbig, gelegentlich auch zweisilbig) als Trägersalz verwendet. Das Material, welches nach seiner chemischen Zusammensetzung benannt ist (Lithium- und Berylliumfluorid), wird dabei für seine chemischen und neutronenphysikalischen Eigenschaften eingesetzt. Als leichte Elemente wirken Lithium und Beryllium als Neutronenmoderator und neigen (nach Anreicherung des Isotopes 7Li auf über 99 %) nur wenig zur Neutroneneinfang. Ein Nachteil den Flüssigsalzreaktoren mit Reaktoren mit Metallkühlung teilen ist, dass das Kühlmittel bei Raumtemperatur fest ist und daher für Wartung oder während planmäßiger Abschaltung des Reaktors gegebenenfalls eigens geheizt werden muss, um es flüssig zu halten.

## Chemische Reaktionen in Salzschmelzen

### Oxidation und Reduktion
Kohlenstoff und Cyanide wirken in Salzschmelzen als Reduktionsmittel; dabei bilden sich Kohlenmonoxid bzw. Cyanate. Nitrate, Chlorate und Peroxide wirken als Oxidationsmittel, wobei Nitrit, Chlorid oder Oxid gebildet wird.